# Domhnall Gleeson
Domhnall Gleeson (Dublin, 12 de Maio de 1983) é um ator irlandês, mais conhecido por interpretar Gui Weasley na sequência Harry Potter, General Hux em Star Wars: The Force Awakens, Caleb em Ex Machina, Tim Lake no filme About Time (dirigido por Richard Curtis) e Ash em Black Mirror. 

## Primeiros anos e educação
Domhnall Gleeson nasceu em Dublin, na Irlanda e é o filho mais velho do ator Brendan Gleeson e da sua esposa Mary Gleeson. Tem três irmãos mais novos: Fergus, Brian (que também é ator) e Rúairí
Domhnall frequentou a Malahide Community School e, mais tarde, concluiu um bacharelato de artes em Artes Mediáticas no Dublin Institute of Technology.

## Carreira
Domhnall começou a carreira a escrever e a encenar peças de teatro e a realizar curtas-metragens na Irlanda.
O seu primeiro trabalho como ator foi na curta-metragem Six Shooter que foi nomeada para um Óscar. Nos anos seguintes participou em várias produções irlandesas que incluem as curtas-metragens Stars (2005) e Corduroy (2009), os filmes Boy Eats Girl (2005), Perrier's Bounty (2009) e Sensation (2010) e as séries The Last Furlong e Your Bad Self (uma série de sketches de comédia).
Domhnall participou em várias produções teatrais em Dublin e, em 2006 estreou-se na Broadway em Nova Iorque com a peça The Lieutenant of Inishmore que lhe valeu uma nomeação para os prémios Tony na categoria de Melhor Ator Secundário.
Em 2009 Domhnall foi escolhido para interpretar o papel de Gui Weasley nas duas partes de Harry Potter and the Deathly Hallows. O seu pai já participava nos filmes da saga Harry Potter desde 2005 no papel Alastor Moody e Domhnall já tinha admitido antes de aceitar o papel que não queria que esse facto levasse o público a assumir que ele tinha sido escolhido devido à ligação familiar. Numa entrevista em 2006, Domhnall afirmou mesmo que o facto de o pai ser ator fê-lo hesitar em seguir a mesma área: "Estive sempre muito seguro de que não queria seguir a área da representação por causa do meu pai. Pensava que sempre que conseguisse um papel alguém ia dizer que era por causa dele".
A partir de 2010, a carreira de Domhnall ganhou um novo fôlego. Nesse ano estreou Harry Potter and the Deathly Hallows e o ator participou ainda em filmes como Never Let Me Go onde contracenou com Keira Knightley, Carey Mulligan e Andrew Garfield e True Grit dos irmãos Cohen com Jeff Bridges e Matt Damon.
Em 2011 venceu o Irish Film and Television Award (IFTA) de Melhor Ator pelo seu desempenho em When Harvey Met Bob, onde interpreta o papel de Bob Geldof. Ainda na mesma cerimónia recebeu o prémio de "Estrela em Ascensão". Uma vez que não pôde estar presente, o seu pai, Brendan Gleeson, aceitou ambos os prémios no seu lugar.
Em 2012 teve um dos papéis principais, o de Konstantin Levin, no filme Anna Karenina de Joe Wright, protagonizado por Keira Knightley e Aaron Taylor-Johnson. O papel valeu-lhe uma nomeação para o Prémio Revelação dos Empire Awards, o IFTA de Melhor Ator Secundário e o Prémio Revelação no Festival Internacional de Cinema de Hamptons. Teve também um papel secundário em Shadow Dancer, um filme co-produzido pelo Reino Unido e pela Irlanda que segue a história de uma ativista do IRA que se torna informadora do MI-5 para salvaguardar o apoio financeiro do filho. Este papel valeu-lhe uma nomeação para os British Independent Film Awards (BIFA).

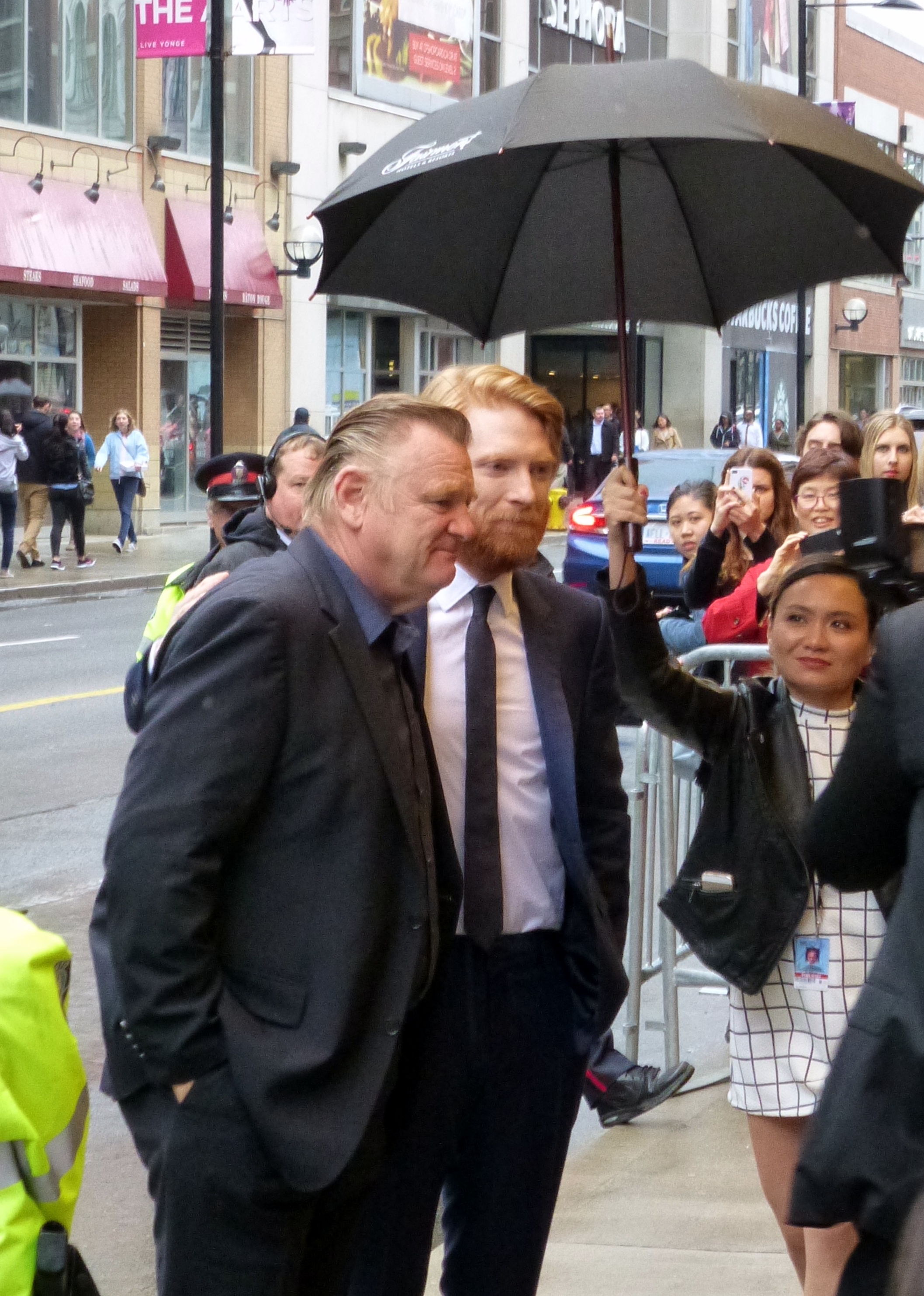
Domhnall com o pai, Brendan Gleeson, na estreia do filme Brooklyn em 2015.

No ano seguinte protagonizou o último filme realizado por Richard Curtis, About Time. Domhnall faz o papel de Tim, um jovem que descobre que consegue viajar no tempo e usa essa habilidade para conquistar a mulher dos seus sonhos, interpretada por Rachel McAdams. O seu desempenho valeu-lhe a sua quarta nomeação para os IFTA.
Em 2014 foi um dos protagonistas de Frank, um filme independente que segue a história de um músico (Domhnall) que tem uma experiência surreal ao juntar-se a uma banda liderada por um vocalista excêntrico que nunca tira a sua máscara (Michael Fassbender). Este papel valeu-lhe o seu terceiro prémio IFTA. No mesmo ano participou em Unbroken, um filme que conta a história verídica de um atleta olímpico que, após a queda de um avião militar durante a Segunda Guerra Mundial, passa 47 dias numa jangada e é enviado para um campo de prisioneiros japonês. O filme foi realizado por Angelina Jolie. Fez ainda parte do elenco de Calvary, um filme irlandês protagonizado pelo seu pai.
2015 foi um dos anos de maior sucesso para o ator, tendo participado em alguns filmes de relevo. No primeiro, Ex Machina, interpreta o papel de Caleb, um jovem programador escolhido para participar numa experiência inovadora: administrar o Teste de Turing a um robot com inteligência artificial. O filme, que também conta com Oscar Isaac e Alicia Vikander no elenco, foi muito bem recebido pela crítica e considerado um dos melhores filmes da primeira metade de 2015 por várias publicações.
Participou também em Brooklyn, a adaptação ao cinema do romance homónimo de Colm Tóibín e com argumento de Nick Hornby. No filme, protagonizado por Saoirse Ronan, Domhnall interpreta o papel de Jim Farrell, um irlandês dono de um pub por quem a protagonista se apaixona. O filme recebeu críticas bastante positivas e o ator foi nomeado para um British Independent Film Award na categoria de Melhor Ator Secundário pelo seu papel.
Domhnall interpreta o papel de um dos principais vilões, General Hux, em Star Wars: The Force Awakens. O filme, realizado por J.J. Abrams, foi um dos mais aguardados do ano e estreou a 18 de dezembro de 2015.
Ainda em 2015 participa em The Revenant. Realizado por Alejandro González Iñárritu e protagonizado por Leonardo DiCaprio e Tom Hardy, o filme baseia-se em factos reais e segue a viagem do explorador Hugh Glass por territórios inóspitos para se vingar dos homens que o abandonaram para morrer depois de este ser atacado por um urso. Nesse ano, Domhnall igualou o recorde de Benedict Cumberbatch ao participar num total de quatro filmes que receberam nomeações para a mesma edição dos Óscares.
Em 2017 participou na comédia romântica Crash Pad; na comédia de ação, American Made, onde contracenou com Tom Cruise; Mother!, um thriller psicológico de Darren Aronofsky protagonizado por Jennifer Lawrence e A Futile and Stupid Gesture, um filme biográfico baseado no livro homónimo de Josh Karp. Retomou ainda o seu papel de General Hux em Star Wars: The Last Jedi e protagonizou, com Margot Robbie, o filme biográfico Goodbye Christopher Robin, onde interpreta o papel de A.A. Milne, o autor dos livros de Winnie the Pooh.
Em 2018, protagonizou o filme Peter Rabbit, baseado nas histórias da personagem de Beatrix Potter, no papel de Thomas McGregor, o sobrinho-neto e herdeiro de Mr. McGregor. A adaptação teve críticas mistas, apesar de Pete Hammond do Deadline Hollywood ter elogiado "um Gleeson apelativo" por "ter ultrapassado os aspetos menos simpáticos de Thomas". O filme teve mais sucesso nas bilheteiras, tendo rendido mais de 350 milhões de dólares em todo o mundo. Ainda nesse ano, Domhnall contracenou com o seu irmão na curta-metragem Psychich, transmitida no canal Sky Arts. Protagonizou ainda o thriller sobrenatual The Little Stranger, com Ruth Wilson. O filme segue a história de um médico do campo (Gleeson) que começa a tratar de uma doente que vive numa casa possivelmente assombrada, onde se apaixona pela sua filha (Wilson). Esta foi a segunda vez que Domhnall trabalhou com o realizador do filme, Lenny Abrahamson, que também realizou Frank.
Em 2019, o ator teve um papel secundário no filme de crime, The Kitchen, no papel de um veterano da Guerra do Vietname que se torna num assassino da máfia irlandesa. Nesse ano interpretou pela última vez o papel de General Hux na saga Star Wars, no último filme desta trilogia: Star Wars: The Rise of Skywalker.

## Filmografia

### Cinema
| Ano  | Título                                        | Papel                  | Notas |
| ---- | --------------------------------------------- | ---------------------- | --- |
| 2004 | Six Shooter                                   | Cashier                | Curta-metragem |
| 2005 | Stars                                         | Brian (voz)            | Curta-metragem |
| 2005 | Boy Eats Girl                                 | Bernard                | |
| 2006 | Studs                                         | Trampis                | Nomeação - Prémio Revelação IFTA |
| 2009 | A Dog Year                                    | Anthony Armstrong      | |
| 2009 | What Will Survive of Us                       |                        | Curta-metragem. Realizador e argumentista |
| 2009 | Perrier's Bounty                              | Clifford               | |
| 2009 | Corduroy                                      | Mahon                  | Curta-metragem |
| 2010 | Sensation                                     | Donal                  | |
| 2010 | Noreen                                        |                        | Curta-metragem. Realizador e argumentista |
| 2010 | Never Let Me Go                               | Rodney                 | |
| 2010 | True Grit                                     | Moon (The Kid)         | |
| 2010 | When Harvey Met Bob                           | Bob Geldof             | Telefilme IFTA de Melhor Ator Principal em Televisão                                                                                                  |
| 2010 | Harry Potter and the Deathly Hallows – Part 1 | Gui Weasley            | |
| 2011 | Harry Potter and the Deathly Hallows – Part 2 | Gui Weasley            | |
| 2012 | Dredd                                         | Clan Techie            | |
| 2012 | Anna Karenina                                 | Konstantin Levin       | Prémio Revelação - Hamptons International Film Festival IFTA de Melhor Ator Secundário em Cinema Nomeação - Empire Awards: Prémio Revelação Masculina |
| 2012 | Shadow Dancer                                 | Connor                 | Nomeação - BIFA de Melhor Ator Secundário |
| 2013 | About Time                                    | Tim Lake               | Nomeação - IFTA de Melhor Ator Principal em Cinema |
| 2014 | Harry Potter and the Escape from Gringotts    | Bill Weasley           | Filme apresentado no parque de diversões |
| 2014 | Frank                                         | Jon                    | IFTA de Melhor Ator Secundário em Cinema |
| 2014 | Calvary                                       | Freddie Joyce          | |
| 2014 | Unbroken                                      | Russell Allen Phillips | |
| 2015 | Ex Machina                                    | Caleb                  | |
| 2015 | Brooklyn                                      | Jim                    | Nomeação - BIFA de Melhor Ator Secundário |
| 2015 | Star Wars: The Force Awakens                  | General Hux            | |
| 2015 | The Revenant                                  | Andrew Henry           | |
| 2016 | The Tale of Thomas Burberry                   | Thomas Burberry        | Curta-metragem comercial para a marca Burberry |
| 2017 | American Made                                 | Monty Schafer          | |
| 2017 | Mother!                                       |                        | |
| 2017 | Goodbye Christopher Robin                     | A.A. Milne             | |
| 2017 | Crash Pad                                     | Stensland              | |
| 2017 | Star Wars: The Last Jedi                      | General Hux            | |
| 2018 | A Futile and Stupid Gesture                   | Henry Beard            | |
| 2018 | Peter Rabbit                                  | Mr. McGregor           | |
| 2018 | The Little Stranger                           | Dr. Faraday            | |
| 2019 | The Kitchen                                   | Gabriel O’Malley       | |
| 2019 | Star Wars: The Rise of Skywalker              | General Hux            | |
| 2020 | Peter Rabbit 2                                | Mr. McGregor           | |

### Televisão
| Ano  | Título                   | Papel              | Notas |
| ---- | ------------------------ | ------------------ | --- |
| 2005 | The Last Furlong         | Sean Flanagan      | 3 episódios |
| 2010 | Your Bad Self            | Várias personagens | 6 episódios; Também foi argumentista                                                                            |
| 2013 | Black Mirror             | Ash                | Exibição Original em 11 de Fevereiro de 2013 na TV Britânica Channel 4 (2011–2014) e na Netflix (2013-presente) |
| 2016 | Earth's Greatest Species | Narrador           | 3 episódios |
| 2017 | Catastrophe              | Dan                | 2 episódios |
| 2019 | Run                      | Billy Johnson      | |